# 네버엔딩 스토리 (1984년 영화)
《네버엔딩 스토리》(Die unendliche Geschichte)는 1984년 공개된 서독의 판타지 영화이다. 주제가는 Limahl이 연주했다.

## 줄거리
소심한 소년 바스티안은 불량배에 쫓겨 숨겨진 헌책방으로 들어가고 그곳에서 낡은 책 「끝없는 이야기」를 손에 넣는다. 그는 다락방 창고에 숨어 책에 빠져 탐독한다. 한편, 그가 읽는 이야기 속에 존재하는 동화의 나라 판타진은 "허무"의 침식에 의해 사라지려고 하고 있었다. 나라를 구할 힘을 가진 여왕마저도 이름 모를 병에 걸리고, 용사로 선정된 소년 아트레유가 여왕의 치료 방법을 찾는 여행을 떠나는데...

## 배역
- 노아 해서웨이 - 아트레유
- 배럿 올리버 - 바스티안 발타자르 북스
- 타미 스트로나크 - 순진한 여왕
- 퍼트리샤 헤이스 - 우르글
- 시드니 브롬리 - 잉기우크
- 제럴드 맥레이니 - 바스티안 아버지
- 모지스 건 - 카이론
- 앨런 오펜하이머 - 음성 (록바이터, 팔코어, 그모르크), 내레이터
- 토마스 힐 - 칼 콘라트 코레안더
- 딥 로이 - 티니 위니
- 틸로 프뤼크너 - 나이트 호브